# 4チャンネルステレオ

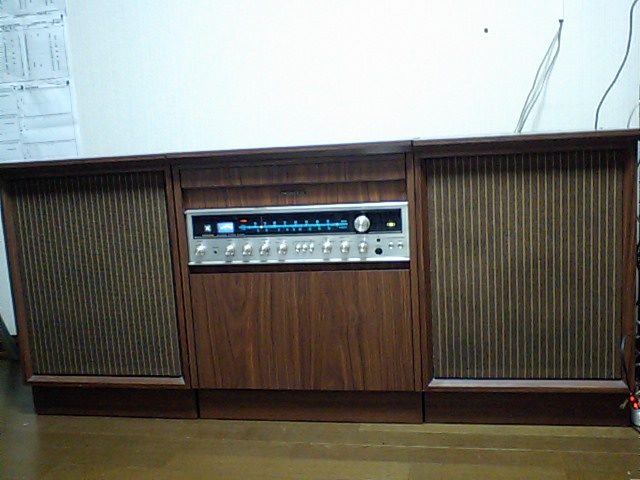
典型的な4チャンネルステレオの機器。時代的には家具調ステレオの時代であった（写真はパイオニア製）

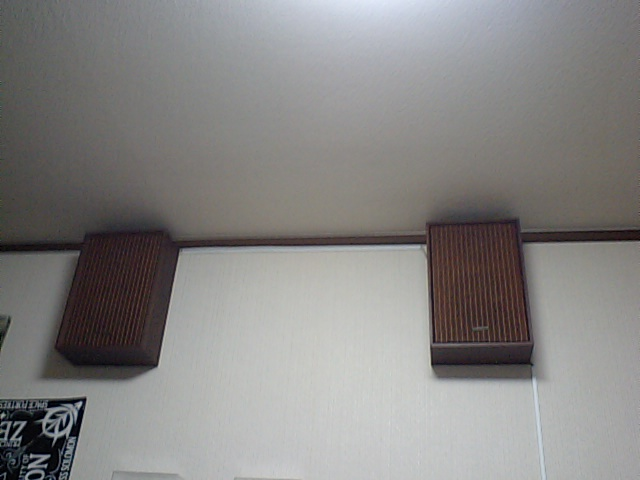
リアスピーカー

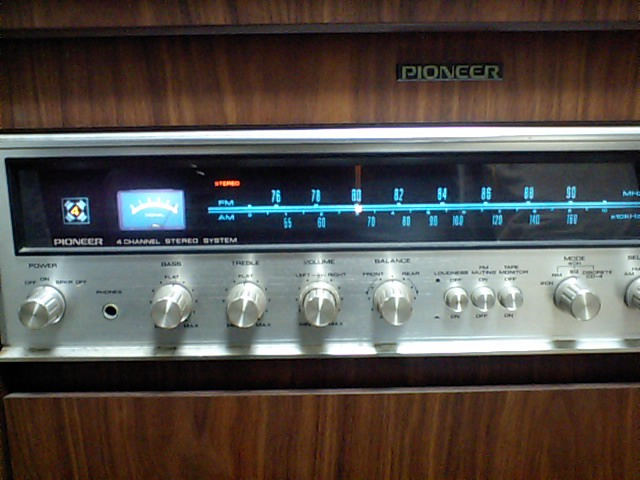
4チャンネルステレオの典型的な操作部 4chデコーダのモード切替スイッチや再生インジケータが見える

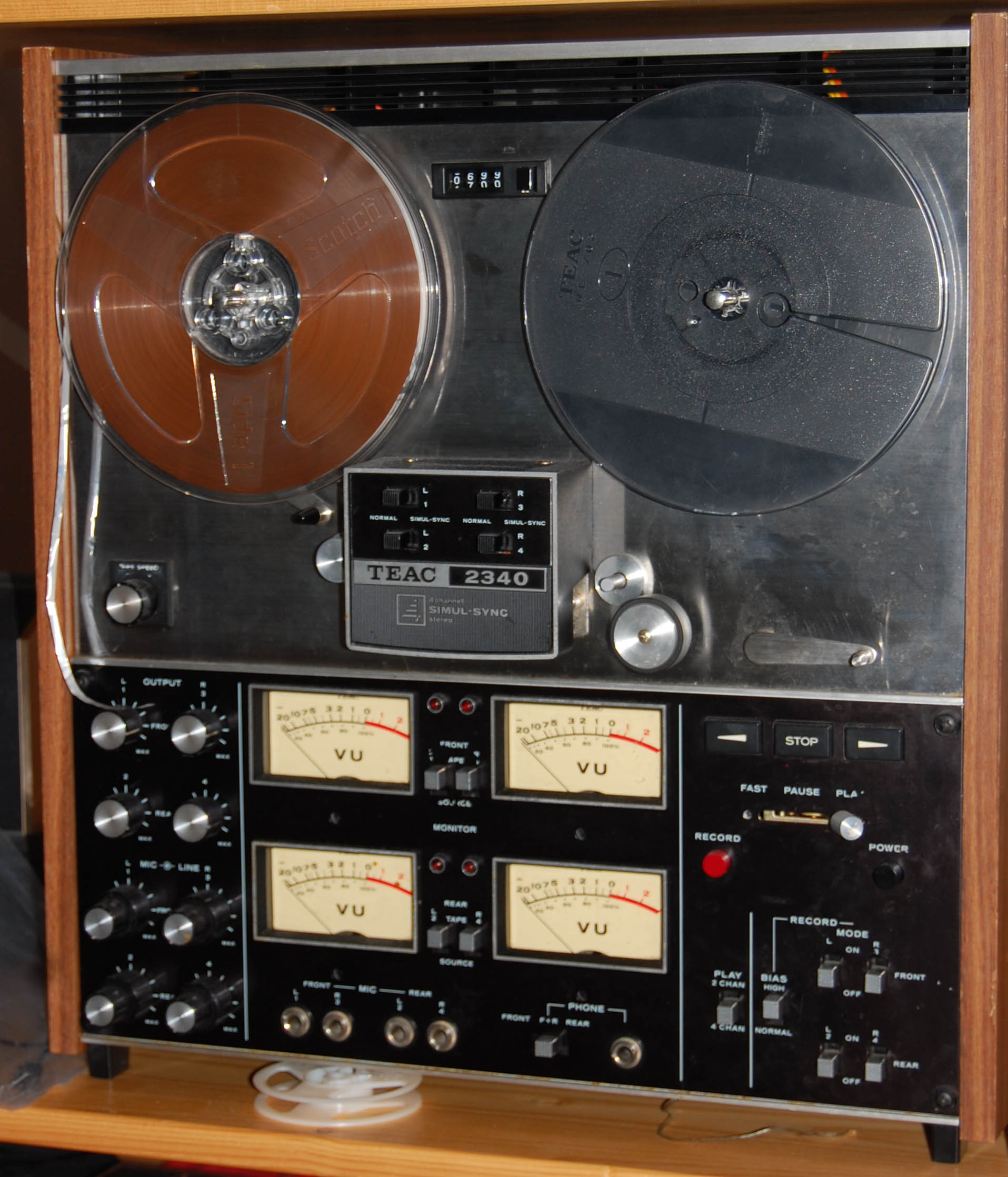
ディスクリート方式4チャンネル用オープンリールテープデッキ TEAC2340

4チャンネルステレオ (英: Quadraphonic sound) とは、アナログオーディオテープの4トラック録音、またはアナログレコードに通常の2チャンネルステレオに加えてリアスピーカー2チャンネル分の信号を追加し、4つのスピーカーによる立体的な音響効果が得られるようにした方式である。ここでは後者を扱う。
1970年代前半に各社からいくつかの方式が発表され、対応ソフトも発売されたが、規格乱立による消費者の混乱、ソフトの不足、オイルショックといった外的な要因が重なり、1979年度を最後にハードの製造が終了し、市場から消えた。

## 記録再生の各種方式
記録再生の手法による分類では、４つの音声が完全に分離するディスクリート方式4チャンネルステレオと、音声の混合は避けられないマトリックス4チャンネルステレオに大別される。
ディスクリート方式4チャンネルステレオ
4チャンネルある入力信号をそれぞれ個別に記録して、それぞれ個別に再生する方式である。磁気テープ4トラックを用いて4チャンネル録音する方式は、従来技術の延長上にあり、少数の音楽ソフトが制作されていた。しかし、レコードでの完全分離方式4チャンネルステレオは、後述するCD-4の登場を待つことになる。
マトリックス方式4チャンネルステレオ
4チャンネルある入力信号を混合して録音し、再生時に混合されて記録された信号から各チャンネルを分離して再生する「4チャンネル録音（もしくはマルチチャンネル録音）- 2チャンネル伝送 - 4チャンネル再生」方式である。RM（レギュラー・マトリックス）方式のほか、CBSによるSQ方式と1969年シャイバー (Peter Scheiber) によって発表されたシャイバー方式を技術基盤に持つ各種方式（ビクターSFCS方式、サンスイQS方式、パイオニア方式、トリオ（現・JVCケンウッド）方式、三洋方式、コロムビア（DENON、現・ディーアンドエムホールディングス）方式、東芝方式、シャープ方式、オンキヨー方式、松下方式、エレボイ方式、など）がある。
擬似4チャンネル
「2チャンネル録音 - 2チャンネル伝送 - 4チャンネル再生」の4チャンネルステレオ方式で、2チャンネル・ステレオフォニックの録音信号で後背部音声信号も収録されていると見なし擬似的に4チャンネル再生する方式で、スピーカ・マトリックス方式4チャンネルステレオなども広義でこの分類に含む。

### ディスクリート方式4チャンネルステレオ

#### CD-4 (Compatible Discrete 4 channel)
1970年に日本ビクター（現・JVCケンウッド）が開発した方式で、4チャンネル完全分離（ディスクリート4チャンネル方式)である。
通常のベースバンド（15kHz以下）の音声信号「左チャンネル（左前チャンネル+左後ろチャンネル）、右チャンネル（右前チャンネル+右後ろチャンネル）」に加えて、30kHzをキャリア周波数として（有効占有帯域は20 kHzから45 kHz程度）FM変調したリアチャンネルの合成差信号「左側合成差信号（左前チャンネル - 左後ろチャンネル）、右側合成差信号（右前チャンネル - 右後ろチャンネル）」を重畳させて、4ch分の音声を記録する。ベースバンドにおいては通常のステレオレコードと変わりない記録方式で、+2チャネルの記録はFMステレオ放送の方式と原理的には同じである。
従来のステレオセットで再生すると、全ての音源が左右のスピーカーで2chステレオとして再生でき、CD-4ステレオで再生すると、左右がさらに前後にわかれて再生され、従来システムと完全互換があることが特徴である。
CD-4の音楽ソフトには可聴域とされている20kHzよりも高い周波数帯域の、前後の差信号が記録されているため、CD-4デコーダを用いてCD-4の音楽ソフトを忠実に再生するには、レコード針およびカートリッジには（周波数特性が50 kHzまで再生できる）専用の物が必要であるほか、高い周波数帯域を減衰させない低容量シールドケーブルを用いたフォノコード（アームコード）が必要である。

##### CD-4と一般的なステレオ再生装置、ソフトの互換性
一般的なステレオ再生装置において20kHz以上の再生が困難であった当時の性能からして、2チャンネルレコード再生装置との互換性を考慮した規格といえる。しかし1970年代後半より後にみられる高性能な再生装置において、逆を言えばCD-4には対応しないステレオ若しくはモノフォニックの再生装置を用いてCD-4の音楽ソフトを再生させる場合には、リアチャンネルの合成差信号が記録されている15kHz以上の周波数帯域（20kHzから50kHz）を除去する必要がある。
CD-4の音楽ソフトを非対応のシステムやCD-4デモジュレーターを2chに切り替えて再生した場合、前方の音ではなく、前後が混ざった音が再生される。前方の音だけを再生する場合はCD-4デモジュレーターで前方の音だけを分離する必要がある。
CD-4対応のシステムでステレオ若しくはモノフォニックのソフトを再生する場合は、ソフトに高音成分が4chの信号と判断される可能性があるが、CD-4デモジュレーターは、差信号のパイロットキャリアを連続的に受信することで、CD-4へ自動切り替えを行うので、実際には問題は少ない。切り替えスイッチで2chにすれば安定した再生が望める。
2chステレオとの互換性や、完全独立4chステレオ規格であることから、開発メーカーの日本ビクターをはじめ、松下電器産業（現・パナソニック）、シャープ、三洋電機、パイオニア（ホームAV機器事業部。現・オンキヨーホームエンターテイメント）など家電メーカー、ビクター音楽産業（現・JVCケンウッド・ビクターエンタテインメント）、テイチク（現・テイチクエンタテインメント）などのレコードメーカー、海外ではRCA、フィリップスなどがCD-4を採用した。

#### UD-4
1972年に日本コロムビアが開発した方式で、4チャンネル完全分離（ディスクリート4チャンネル方式）である。

### マトリックス方式4チャンネルステレオ
マトリックス方式4チャンネルステレオを大きく分けてCBS・ソニーレコード（現・ソニー・ミュージックエンタテインメント）のSQ方式とシャイバー方式を基盤技術にもつシャイバー系方式にわけられる。
シャイバー系方式にはQSなど各種方式が含まれる。
ディスクリート方式と違いチャンネル間の分離に乏しい反面、ソフトを通常のステレオレコードプレイヤーで再生しても問題が少ないため比較的ソフトが充実していた。

#### RM
RMは、一般的なマトリックス方式（レギュラーマトリック）のことである。最終的にマトリックス方式4チャンネルステレオの業界標準となった規格である。
規格統一に関しては#4チャンネル・レコードの規格統一を参照のこと。

#### QS

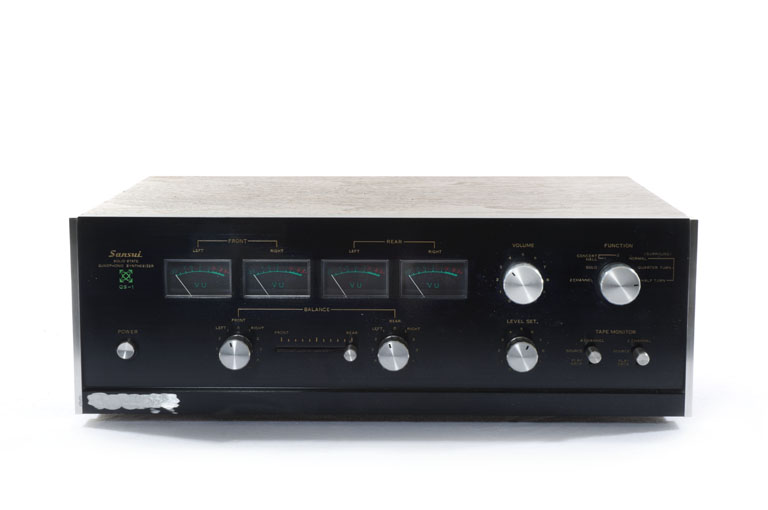
サンスイ QS-1 4チャンネル・シンセサイザー・デコーダー。(1970年)
日本において最初のマトリックス方式4チャンネルステレオ再生装置。

1970年に山水電気が開発した「4チャンネル録音 - 2チャンネル伝送 - 4チャンネル再生」のマトリクス4チャンネル方式である。
日本において最初のマトリックス方式4チャンネルステレオとなる技術である。
LPレコード以外に、QS方式で録音された音源を放送する番組『サンスイ4チャンネル・ゴールデンステージ』が、FM東京、FM大阪、FM愛知で放送された。

#### SQ
1971年にCBSが開発した「4チャンネル録音 - 2チャンネル伝送 - 4チャンネル再生」のマトリクス4チャンネル方式である。主に位置情報を位相で表す方式である。
このフォーマットを採用したレコード会社は、CTI、コロムビア、EMI、エピック、オイロディスク、ハーベスト、HMV、セラフィム、スプラフォンとヴァンガードであった（各レコード会社はオリジナルの親会社）。

### その他
通常のステレオ音源から、単純なスピーカー結線、またはオペアンプ回路の自作による位相差でリアスピーカーの信号を作成する擬似4チャンネルステレオの作成は当時のオーディオ自作の定番工作であった。

#### スピーカー・マトリックス
「2チャンネル録音 - 2チャンネル伝送 - 4チャンネル再生」の4チャンネルステレオで、通常のステレオフォニック再生装置の出力から、単純なスピーカー結線で4チャンネル再生をする方式。
理論的には、左チャンネルと右チャンネルの位相差より、後ろ側左チャンネルを左チャンネルから右チャンネルの差 (L-R)、右後ろ側チャンネルを右チャンネルから左チャンネルの差 (R-L) となるように結線することで立体的な音響効果を得ようとする擬似的4チャンネルステレオである。
代表的な結線の方法は、
1. 左後ろ側スピーカーのプラス極をアンプ左チャンネルのプラス極に接続する。
2. 左後ろ側スピーカーのマイナス極は、右後ろ側スピーカのマイナス極に接続する。
3. 右後ろ側スピーカーのプラス極をアンプ右チャンネルのプラス極に接続する。

このようにスピーカー・マトリックスは、スピーカーコードとスピーカさえあれば特別な機材無しに簡便に実現できるのが特徴である。また、デコーダーを通さないので音質の劣化が無いのが長所とされた。ただし、使用するスピーカーの能率・音色を考慮する必要があり、組み合わせが限られるのが欠点である。
単なるスピーカー結線に限らず、コイルや抵抗を繋ぐ方法も存在する。抵抗の値を変える事で能率のコントロールが可能でスピーカーの組み合わせの自由度が高まるが、音質劣化を伴う。
メーカー製品であっても、ミニコンポやラジカセのような安価な製品、テレビのようなオーディオ部分にコストをかけない製品の場合は、デコーダーを内蔵せず、スピーカー・マトリックスを採用した4チャンネル再生の例も見られた。
オーディオ評論家の長岡鉄男によるものが特に有名である。長岡は上記のような4チャンネル再生に限らず、3チャンネルや5チャンネルなど、様々な方法を提起している。

## 4チャンネル・レコードの規格統一
各社からいくつかの4チャンネルステレオの方式が発表された規格乱立の状況で、1971年に規格統一の動きが、米国ではEIA、RIAA、日本では、電子機械工業会 (EIAJ)(現・電子情報技術産業協会:JEITA)、日本レコード協会においてあった。
ディスクリート4チャンネル・レコードにおいては規格の提案がCD-4のみであったのでそのまま承認された。
マトリックス4チャンネル・レコードにおいては、RM（レギュラー・マトリックス）方式のほか、SQ方式と1969年シャイバー (Scheiber) によって発表されたシャイバー方式を基盤技術に持つ各種方式にわけられるが、規格の提案が多岐にわたっているため規格統一は困難であった。
その後の1972年に日本レコード協会ではRM方式、SQ方式、CD-4方式の3方式を技術部会規格と定めた。電子機械工業会においてもRM方式、CD-4方式を技術部会の技術基準と定めた。日本ビクター製のCD-4システムステレオの多くの機種では、マトリックスレコードの再生が可能であった。

## 4チャンネルステレオが残した遺産
4チャンネルステレオセットは、従来の2chステレオセットと比べて高価であったこと、ヒット歌謡曲などの発売が少数であったこと（ビクター所属の麻丘めぐみなどはCD-4レコードも発売はされたが）、システムとして、CD-4方式では上述した差信号の欠如がノイズを発すること、また、オイルショックによる経済環境の悪化などで、商業的には失敗したと解せられる。しかし、その技術開発は、広い面接触のレコード針や（日本ビクターのシバタ針、東芝のエクステンド針）、カートリッジの周波数特性の飛躍的な向上に貢献した。
CD-4のレコードプレスのために低速カッティング法が開発されたが、恩恵を受けて4ch以外のアナログレコードの品質も飛躍的に向上した。また、CD-4の高域に記録される差信号に対するノイズリダクション（ANRS）などの、多くの新技術が開発された。
後にドルビーB規格として広まったテープノイズリダクションは、ビクターがCD-4ステレオで開発したANRS方式、そのものであった。4チャンネルステレオは、後のサラウンドをはじめとするマルチチャンネルオーディオの始祖になったといえる。
CD-4は、日本機械学会賞を受賞しているが、当時、東海道新幹線の受賞に次ぐインパクトを持つものであった。